# 兰州轨道交通
兰州轨道交通是中華人民共和國甘肃省兰州市的城市轨道交通系统。中国西北地区第三个开通运营的轨道交通系统。兰州市轨道交通远景线网由5条线路组成，线路线网总长227.6公里。
住房城乡建设部通过了其建设依据《关于印发兰州市城市轨道交通近期建设规划（2011－2020年）的通知》正式批复了兰州市轨道交通建设规划。

## 运营线路

### 1号线

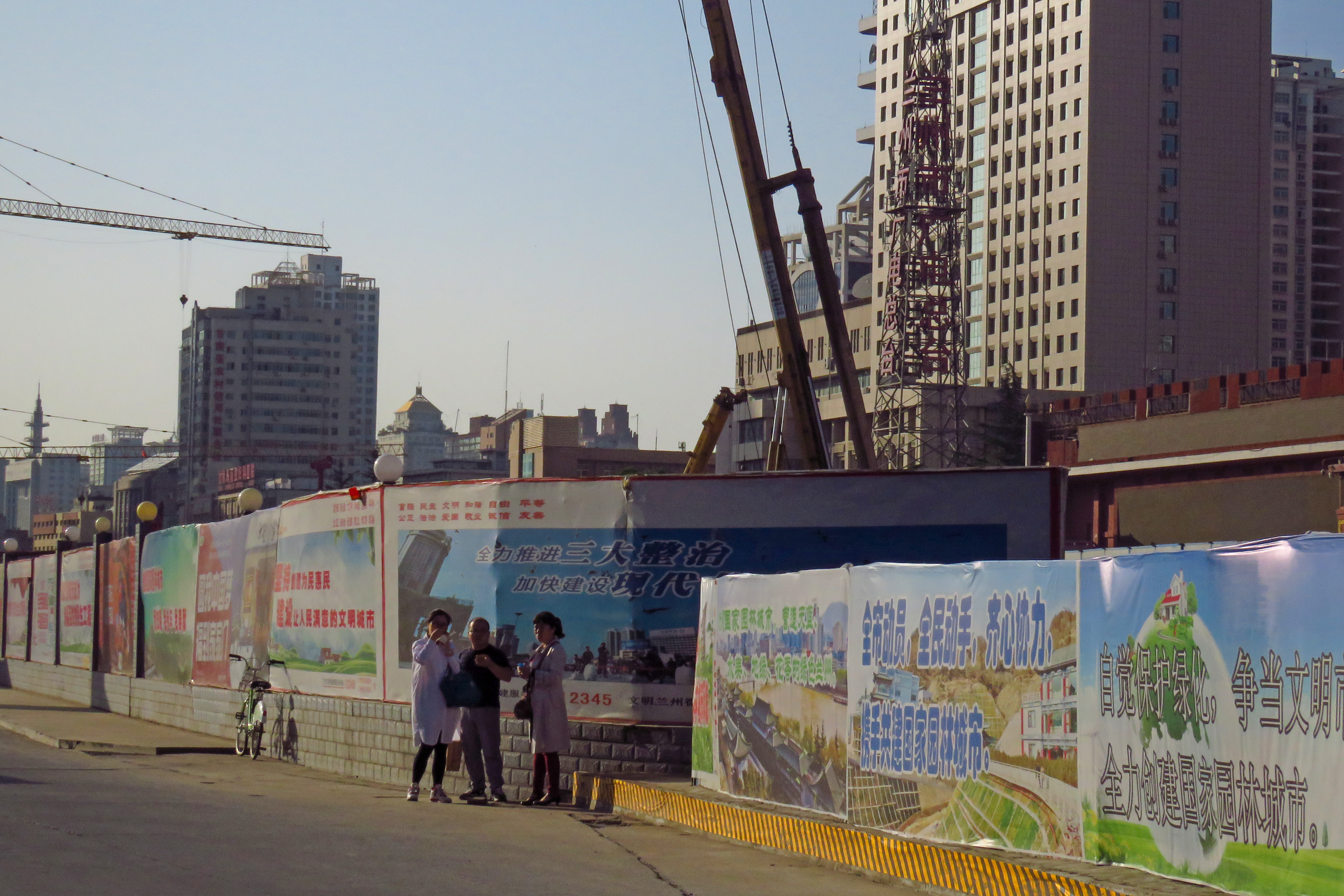
东方红广场站建设中（2017年10月）

- 兰州轨道交通1号线一期工程起自城关区东岗镇，终至西固区陈官营，正线全长25.9km[3]。全部为地下线，设20座车站，最大站间距2333.8m，位于奥体中心站——兰州城市学院站区间，最小站间距793m，为西关站——省政府站区间，平均站间距1363m，设车辆段、停车场各一座。规划建设时间2012年-2016年，工期4年，2019年6月23日开通试运营[4]。
- 20座车站由东向西依次为：东岗站（换乘4号线）、焦家湾站、拱星墩站、东部市场站、五里铺站（换乘2号线）、兰州大学站（换乘5号线）、东方红广场站（换乘2号线）、省政府站、西关站（换乘3号线）、文化宫站、小西湖站、七里河站、敦煌路南口站、兰州西站北广场站（换乘2号线）、土门墩站、马滩站、兰州海关站、兰州城市学院站、奥体中心站、陈官营站。

### 2号线
- 兰州轨道交通2号线一期工程起自雁北路站，终至东方红广场站，正线长约9.06km[5]。全部为地下线，设9座车站[5]，规划建设时间2015年-2020年，工期5年[6]。于2023年6月29日开通[7]。9个站点依次为雁北路站（换乘3号线）、雁园路站、雁南路站、五里铺站（换乘1号线）、定西路站、公交五公司站、火车站站（换乘3、5号线）、邮电大楼站、东方红广场站（换乘1号线）。

注：2023年11月22日起，兰州地铁深安大桥南站更名为奥体中心站。

| 线路名称 | 运营线路                | 车站数量 | 运营里程（公里） | 启用          | 最近延长 | 车辆段／停车场 | 列车编组 |
| -------- | ----------------------- | -------- | ---------------- | ------------- | -------- | -------------- | -------- |
| 1号线    | 陈官营站-东岗站         | 20       | 25.9             | 2019年6月23日 |          |                | 6A       |
| 2号线    | 东方红广场站-雁白大橋站 | 9        | 9.06             | 2023年6月29日 |          |                | 6A       |

## 近期规划线路

### 1号线（二期）
- 1号线二期工程线路为石岗，规划二站，玉门路十字（换乘2号线），规划一站，最终接至陈官营站，设置4座车站，线路长7.2公里。

### 2号线（二期）
- 2号线二期工程自化工南路站起，依次经过规划二站，规划一站，玉门路十字（换乘1号线），元台子，下河湾，黄家滩，崔家庄，费家营，兰交大，水挂庄，培黎广场，十里店，黄河市场，火星街，兰州西站北广场（换乘1号线），兰州西站南广场，武威路，兰州理工大学，上西园，孙家台，双城门（换乘3号线），南关十字，最终接至东方红广场站，设置23座车站，线路长27.6公里。

### 4号线
- 4号线连接兰州市区和榆中县（一期：雁滩路站～榆中高铁站，二期：榆中高铁站—榆中大学城站），满足兰州东扩需求，方便和平、榆中和市区的居民的出行，加强了和平、榆中，兰州新区加强中心城区与外围组团之间的联系。
- 4号线（雁滩路站～榆中高铁站）起于天水路与规划T603#路交叉路口，至榆中高铁站，西起雁滩，东至榆中高铁站, 依次串联和平组团、连搭组团和榆中组团等外围组团,全线长43.05km，地下隧道19.70km、高架桥梁16.88km、路基6.47km；设置11座车站，其中主城区4座，和平2座，定连3座，榆中2座；高架站4座，地下站6座，地下一层地面一层站1座。分别为雁滩路站（与5号线换乘）、雁园路站（与2号线换乘）、东岗站（与1号线换乘）、榆中高铁站。全线设置一个车辆段、一个停车场、两个主变电站，停车场位于和平镇、车辆段位于榆中。全线设置1段1场，车辆段位榆中高铁站西南象限，停车场位于和平东东北象限。榆中车辆段：26.47公顷（397.09亩），和平停车场：9.71公顷（147.68亩）。4号线已经进行过2次环境影响评价，车辆编组为4节编组B型列车。[8]

## 远期规划线路

### 3号线
- 兰州轨道交通3号线一期工程工期预计4年。3号线一期站点14座：火车站站、和政路站、五泉广场站、正宁路站、西关什字、庙滩子站、草场街站、盐场堡站、新港城站、雁西路站、雁北路站、文理学院站、白道坪站、陡道沟站，全线共设3座换乘站，在火车站站与2、5号线换乘，在雁北路站与2号线换乘，在西关什字站与1号线换乘。全长约17.27公里。3号线原为近期规划项目，但现在3号线已经停止招标。[9]

### 5号线
- 5号线（火车站站～经十三路站），5号线实现兰州市区与兰州新区的对接，满足兰州新区发展需求，兰州新区加强中心城区与外围组团之间的联系。
- 5号线起于兰州火车站，至兰州新区经十三路，5号线自火车站与2号线换乘后沿天水路向北敷设，在天水路与雁滩路交口设雁滩路站，与4号线雁滩路站换乘后出敞口段，向北上跨黄河后在马家铺设马家铺站，线路一路向北敷设，在忠和镇东设忠和站，继续向北到水阜设水阜站后线路继续向北，在第三污水处理厂北侧设新区一站后进入区，进入新区后，线路沿新区经十五路规划绿带向北敷设，在纬三十二路向西，与经十三路交口处设本线终点站经十三路站。线路全长70.8km，全线新共13座车站，其中城关区主城区4座,新区内6座，换乘站3座。

## 建设简史
- 2011年10月10日，兰州市轨道交通有限公司注册成立，注册资金5亿元。公司为市属国有企业，主要承担兰州市轨道交通项目的融资、建设、运营、管理及以轨道交通资源为主的多元化产业开发任务。
- 2012年6月9日，经国务院批准，国家发展改革委以《关于印发兰州市城市轨道交通近期建设规划(2011-2020年)的通知》(发改基础「201211636号)正式批复了兰州市轨道交通建设规划，标志着兰州城市轨道交通进入实施阶段。
- 2012年7月9日，兰州市轨道交通试验段开工奠基仪式在1号线世纪大道站举行，世纪大道站开始施工。
- 2012年12月31日，兰州市轨道交通试验段迎门滩站开始施工。
- 2013年4月1日，“金城一号”盾构机于世纪大道站下井组装，预计将于6月完成组装，8月完成试验段（世纪大道-迎门滩区间）掘进。
- 2013年6月1日，“金城一号”盾构机组装完成。
- 2013年6月3日，“金城一号”开始世纪大道-迎门滩区间右线掘进。
- 2013年9月18日，轨道交通试验段（世纪大道-迎门滩区间）右线区间574.649m全线洞通，同日，世纪大道站正式封顶。
- 2013年12月31日，轨道交通试验段（世纪大道-迎门滩区间）左线区间652m全线洞通，实现试验段双线洞通。
- 2016年5月9日，1号线奥体中心站至兰州城市学院站穿黄区间隧道全线贯通，成为中国第一条穿越黄河的地铁隧道。[10]
- 2019年6月23日，兰州地铁1号线开通试运营[11]，未随一期工程开通的省政府站于2020年9月28日开通运营。兰州地铁1号线的开通使兰州成为西北地区继西安、乌鲁木齐之后第三座开通轨道交通的城市[12]。
- 2021年4月28日，兰州地铁2号线一期中雁园路站、定西路站、公交五公司站、火车站、邮电大楼站、东方红广场站、五里铺站7个站点主体结构已封顶，区间已实现“洞通”[13]。
- 2023年6月29日，兰州地铁2号线一期开通试运营[7]。
- 2023年8月8日，甘肃省兰州市自然资源局发布关于《兰州市城市轨道交通新一轮线网规划》的公示，征求公众意见。根据规划，新一轮线网增加了中运量辅助线路3号线、4号线、7号线[14]。

## 相關事件
2024年6月，在百度貼吧中的兰州地铁贴吧有网友報料，员工福利待遇基本全部取消，每月员工工资发不下来，公司整个负债率达到惊人的82%。根據中诚信国际信用评级有限责任公司发布的《兰州市轨道交通有限公司2024年度跟踪评级报告》显示，维持兰州市轨道交通有限公司（以下简称“兰州轨道公司”或“兰州地铁”）主体信用等级为AA，评级展望为“负面”，公司信用水平在未来12—18个月内可能下降。根据中诚信及鹏元评级的评估报告，兰州轨交2014年—2023年资产负债率为81.54%、79.58%、76.28%、77.26%、80.66%、79.54%、80.31%、81.35 %、82.63%、82.40%。高负债是中國各地地铁公司的普遍问题，但很难找到像兰州轨交这样常年维持在80%左右的高杠杆。根据界面新闻统计及各公司评级报告，29家企业负债合计4.3万亿元，从负债率来看，多数控制在60%—70%区间，超过70%的有4家，超过80%的仅有兰州轨交一家。。